# Estação Olaria (Cacique de Ramos)
A Estação Olaria (Cacique de Ramos) é uma estação do BRT TransCarioca localizada no bairro de Olaria, no município do Rio de Janeiro.
A Estação é a primeira conexão de quem vem do Aeroporto com o transporte ferroviário para quem se destina ao Centro do Rio. O ramal Gramacho conecta-se a Transcarioca através da Estação Olaria de trens da SuperVia.